# 働け!! モトレンジャー!!
『働け!! モトレンジャー!!』（はたらけ モトレンジャー）は、珠月まやの漫画。「Web★ブラッド」（ソフトバンククリエイティブ）で2006年から連載開始、のち「FlexComixブラッド」に移り連載した。悪を倒したあとの元ヒーローが、立ち向かうべき敵のいない平穏な社会でなおヒーローであり続けようとするギャグ漫画。

## 概要
悪の組織は壊滅し、5人の戦隊は解散した。しかし元レッドである赤井烈人の心は、5年経った今でもヒーローのままだ。事件が起きたらすぐ駆けつけられるように、彼は就職もせず公園にダンボールを敷いて寝泊りしているのである。そうこうするうちに、素手の烈人にも負けるような不自然に弱い怪人が現れるようになった。
「Web★ブラッド」（ソフトバンククリエイティブ）2006年4月から連載開始、サイト刷新に伴い2007年2月から「FlexComixブラッド」に移行した。モトレンジャーは「元」レンジャーの意味である（タイトルロゴ参照）。自身がヒーローであり続けること以外には興味のない元レッドを中心に、自分勝手でまとまりのない元レンジャー達と、悪いことをしない悪役達が集い、世界を巻き込まない私的な戦いが公園の片隅で続く。

## 登場人物
赤井烈人（あかい れっど）
事件が起こることを祈りつつ公園でホームレス同然の暮らしを送る青年。かつてはユーマレンジャーのリーダー、ユーマレッドだった。意気は高いが実力は乏しく、卑怯な手段や仲間の犠牲に頼った戦い方をする。正義の味方である彼の行為は彼自身の中ですべて正当化されており、罪悪感はひとかけらもない。
鳳桃子（おおどり ももこ）
かつてのユーマピンク。支払いはカードが原則のお嬢様。烈人に思いを寄せ、そのヒーロー活動を支援する。見かけによらず素で超人的な怪力を発揮し、また常に持ち歩く万能包丁は切っても投げても必殺の逸品である。
古々壱黄華（ここいち おうか）
かつてのユーマイエロー。常に突っ込み役で、困り眉が常態化している。基本的には常識人だが、桃子のために嫌々ながら烈人と関わっている。
ピュアハート
悪の組織の幹部を名乗る幼女。弱い怪人を烈人の元に送り込む。本名は真心（まこと）。かつて危ないところを烈人に救われ、悪を演じることで烈人に報いようとしている。

## 単行本
- 1巻 2007年5月25日発行（5月10日発売） ISBN 978-4-7973-4225-3
  - 第1話と人物紹介を合わせてカラー18ページを巻頭に収録。カバー下のうち表紙は「てれびくん」のパロディで架空の雑誌「てれびさん」の表紙、裏表紙はモトレンジャー関連グッズの嘘広告。